# Le Val d’Hazey
Le Val d’Hazey – gmina we Francji, w regionie Normandia, w departamencie Eure. W 2013 roku liczba ludności na terenie obecnej gminy wynosiła 5491 mieszkańców.
Gmina została utworzona 1 stycznia 2016 roku z połączenia trzech wcześniejszych gmin: Aubevoye, Sainte-Barbe-sur-Gaillon oraz Vieux-Villez. Siedzibą gminy została miejscowość Aubevoye.